# Vương Tử Văn
Vương Tử Văn (sinh ngày 28 tháng 2 năm 1987 tại Tứ Xuyên, Thành Đô) là một diễn viên đoạt nhiều giải thưởng, người mẫu Trung Quốc    .

## Tiểu sử
Ông của Vương Tử Văn - Vương Triệu Sơ (王肇初) từng là học trò của nhà biên kịch Tào Ngu, cha là Vương Hành Hạc (王行鹤) là giáo viên thanh nhạc tại Đại Học Sư phạm Tứ Xuyên đồng thời là giám đốc Hội Guitar Trung Quốc. Lên 5 tuổi cha mẹ cô ly dị, 14 tuổi một mình đến Bắc Kinh. Vương Tử Văn từng tiết lộ: Vương Sóc biết và tôn trọng của ông nội tôi. Vương Tử Văn từng có trải nghiệm "khó quên" tại Hàn Quốc trong ban nhạc 4 người   .

## Sự nghiệp

### Trải nghiệm ban đầu
Từ khi còn nhỏ, Tử Văn đã học khiêu vũ và tham gia các lớp học thể dục tại Cung Thiếu Nhi.
Năm 2000, Vương Tử Văn học tại trường Trung học trực thuộc Đại học Sư phạm Tứ Xuyên .
Đầu năm 2003, khi 16 tuổi, Tử Văn gia nhập công ty thu âm của ca sĩ nổi tiếng Hoàng Cách Tuyển . Cô được lựa chọn cùng với 3 cô gái khác để tạo thành một nhóm nhạc và được đào tạo tại Hàn Quốc. Trải qua quá trình đào tạo khó khăn đã giúp Tử Văn có một nền tảng vững chắc cho sự nghiệp của bản thân .  
Năm 2004, Vương Tử Văn bắt đầu cuộc sống cá nhân ở Bắc Kinh . Năm 2005, cô trở thành người mẫu cho trương trình Lucky 52 của CCTV .
Cô từng ký một hợp đồng với Tập đoàn truyền hình quốc tế Trung Quốc - China International Television Corporation, một bản hợp đồng được cho là bất bình đẳng .
Năm 2005 ra mắt MV Move Your Heart .

### 2006-2010, sau khi rời khỏi Tập đoàn truyền hình quốc tế Trung Quốc
Năm 2006, Vương Tử Văn đóng vai chính trong bộ phim truyền hình đầu tay Cha tôi là ai. Sau đó cô đóng vai chính trong phim điện ảnh đầu tay Cuộc Sống Hậu Hiện Tại Của Dì Tôi,  và sau đó đóng vai nữ chính trong bộ phim đề tài chiến tranh Thu Lạnh, cô gái trồng lúa xinh đẹp Thu Hồng, đã thu hút sự chú ý .
Năm 2007, Vương Tử Văn tham gia bộ phim cổ trang Dạ Lang Vương đóng vai Thanh Tỏa ; sau đó, cùng Nhiếp Viễn, Tăng Lê hợp tác trong bộ phim hiện đại về cuộc chiến thương mại Bụi Trần . Cùng năm, lần đầu Tử Văn đóng vai nữ chính trong phim điện ảnh Giá Trang của đạo diễn Hạo Nhiên, đóng cặp với Đường Yên .
Năm 2009, Vương Tử Văn đóng vai chính phim điện ảnh hài lãng mạn Tùy Triều Lai Khách, đóng vai đệ nhất mỹ nữ Diêu Doanh Doanh , sau đó đóng vai trò khách mời trong 2 bộ phim truyền hình truyền cảm hứng Cố lên! hoàng tử Tennis và phim tình cảm gia đình Tân Thoả Nguyện .
Năm 2010, cùng Lưu Diệp, Cao Viên Viên, Lý Tiểu Nhiễm hợp tác trong bộ phim tình cảm Không Người Lái, vào vai một nhà văn mạng .

### 2010-2016: Phùng Tiểu Cương, Triệu Bảo Cương và Nguyên Bảo Bắc Kinh
Tham gia đóng phim điện ảnh của đạo diễn Phùng Tiểu Cương Đường Sơn Đại Địa Chấn, vai vợ Phương Đạt . Cùng năm, hợp tác với Giả Nãi Lượng, Vương Bác Văn tham gia diễn xuất trong bộ phim truyền hình tình cảm, lịch sử Sinh Tử Kiều, Vương Tử Văn thủ vai nữ chính Đan Đan, người dám yêu dám hận .
Ngày 7 tháng 1 năm 2011, Tử Văn ký hợp đồng với Nguyên Bảo Bắc Kinh . Cùng năm, cô để lại ấn tượng với vai Tề Tề trong phim truyền hình chủ đề gia đình đô thị Nhà Vuông N Lần . Với bộ phim này cô được đề cử giải Nữ diễn viên mới xuất sắc nhất tại Quốc kịch thịnh điển . Sau đó cô hợp tác với các diễn viên Tôn Hồng Lôi,Huỳnh Lỗi, Vương Lạc Đan trong bộ phim truyền hình cảm động chủ đề thành thị Nam Nhân Bang, đóng vai cô gái gan dạ trong tình yêu Tiêu Tiêu .
Năm 2012, góp mặt trong bộ phim điện ảnh do Phùng Tiểu Cương đạo diễn Nạn Đói 1942, Vương Tử Văn nhờ sự nắm bắt tinh tế nhân vật mà giành được sự công nhận và khen ngợi của khán giả . Sau đó, hợp tác với Châu Tấn, Lương Triều Vỹ tham gia diễn xuất trong bộ phim hành động Đại Ma Thuật Sư, đóng vai người đối tác ma thuật của Lương Triều Vỹ tên Lý Kiều . Cùng năm, tham gia với vai trò khách mời trong bộ phim truyền hình dân quốc Thích Thanh Hải Nương, thủ vai một cô gái táo bạo và mạnh mẽ .
Tháng 3 năm 2013, phim điện ảnh tình cảm nhẹ nhàng Thần tình yêu ra mắt khán giả, cô đóng với Chung Hán Lương, Nhậm Trọng, trong phim vào vai cô gái làm việc ở cửa hàng bách hóa .
Năm 2014, Tử Văn đóng phim truyền hình truyền cảm hứng về đề tài khát vọng tuổi trẻ pha chất hình sự Thanh Xuân Vô Quý, thủ vai "Đoá hoa của sở cảnh sát" Ninh Mông .
Năm 2015 cùng với Dư Thiếu Quần, Phùng Viễn Chính hợp tác trong phim điện ảnh Tiến Hoàng Thành, cô thủ vai cô gái miền Nam thanh thuần và lãng mạn Phương Xuân Vinh .

### 2016:Hoan Lạc Tụng, Nếu ốc sên có tình yêuvà các hoạt động khác
Năm 2016 đánh dấu bước tiến trong sự nghiệp của Vương Tử Văn với một bộ phim có rating cao như Hoan Lạc Tụng, phát sóng vào ngày 18 Tháng 4 năm 2016 . Bộ phim đánh dấu màn tái hợp với người bạn lâu năm Vương Khải sau đúng 10 năm kể từ "Thu Lạnh". Vai diễn Khúc Tiêu Tiêu đã giúp cô giành giải "Ngôi sao Truyền hình được khán giả toàn quốc yêu thích" tại Lễ trao giải Hoa Đỉnh lần thứ 19 . Ngày 17 tháng 7, tham gia với vai trò ca sĩ dự bị tại chương trình ca nhạc dành cho các nghệ sĩ Khoá Giới Ca Vương và nhận được giải thưởng Khán giả Bình Chọn. Ngày 14 tháng 9 phim điện ảnh Truy Hung Giả Dã ra mắt tại Trung Quốc.. Ngày 29 tháng 9 bộ phim truyền hình huyền thoại điệp chiến Song Thích phát sóng. Lần đầu tiên cô thử sức trong một bộ phim điệp chiến, thủ vai Ngô Bội Hân kiêu ngạo nhưng thông minh . Ngày 8 tháng 10, trong bộ phim ngôn tình đô thị Cùng Nhau Trưởng Thành cô vào vai nữ y tá thánh thiện Mạnh Tiểu Hạ . Ngày 24 tháng 10 bộ phim Nếu Ốc Sên Có Tình Yêu phát sóng trên Dragon TV và Tencent, bộ phim đứng hạng 1 về rating trong các bộ phim phát sóng cùng thời điểm và đạt 100 triệu lượt xem trực tuyến chỉ sau 14 tiếng phát sóng. Nhờ bộ phim, Vương Tử Văn đã giành được giải thưởng Tencent QQ Star Awards cho Nữ Diễn Viên Truyền hình Có Sức Ảnh Hưởng Nhất . Cùng năm, cô cũng nhận được giải Nữ diễn viên truyền hình Đột Phá Của Năm tại Đêm Weibo 2016 . 
Ngày 16 tháng 1 năm 2017, trong loạt phim truyền hình Tạm biệt, Las Vegas, cô đóng vai cô gái mộng mơ sinh ra sau thập niên 80 Phụng Nhi . Sau đó cô giành giải thưởng Thần tượng có nhân khí nhất tại Lễ hội thời trang COSMO (COSMO Fashion Festival Beautiful Idol Award of the Year) và Nữ diễn viên truyền hình Đột Phá Của Năm tại Đêm Hội Iqiyi 2017 . Ngày 27, Vương Tử Văn lần đầu tiên bước lên sân khấu Đêm Hội Mùa Xuân CCTV, cùng với Lưu Đào, Tưởng Hân, Dương Tử, Kiều Hân và nhóm TFBoys hát bài hát mở đầu Trung Quốc Năm Tháng Tươi Đẹp . Tháng 3, với vai diễn trong Hoan Lạc Tụng, cô giành giải Ngôi sao thăng tiến hàng năm tại Lễ trao giải Phim truyền hình Trung Quốc chất lượng . Ngày 11 tháng 5 tiếp tục tham gia diễn xuất trong bộ phim đô thị nữ quyền Hoan Lạc Tụng 2 . Cùng năm, cô hợp tác với Thịnh Nhất Luân đóng vai chính trong bộ phim thần thoại Thái cổ thần vương, trong phim cô thủ vai một nhân vật tự tin và trí tuệ, nghịch ngợm và kiêu ngạo, và luôn khao khát được sống tự do . Ngày 10 tháng 9, bộ phim ngôn tình đô thị Vì sao đông ấm, vì sao hạ mát  do cô đóng chính được công chiếu .

### 2018-nay: Điện ảnh,Tam thể, truyền hình thực tế
Năm 2018, Vương Tử Văn hợp tác với Hoàng Hiên, Tân Chỉ Lôi đóng vai chính trong phim điện ảnh Tha sát .
Ngày 10 tháng 5 năm 2019, phim điện ảnh do cô đóng Tiến Hoàng Thành ra rạp, Vương Tử Văn giành được giải thưởng Nữ diễn viên phụ xuất sắc nhất tại Liên hoan phim quốc tế Ma Cao lần thứ 10 cho vai diễn Phương Xuân Vinh trong phim ; Ngày 5 tháng 6, bộ phim hài đô thị Cục quản lý động vật với sự tham gia của cô được phát sóng trên iQiyi. Cô đóng vai Ngô Ái Ái, đội trưởng Đội công an của Cục quản lý động vật, người có tính cách nóng nảy và chiến đấu siêu hiệu quả ; Ngày 20 tháng 11, bộ phim tâm lý tình cảm thành thị với sự tham gia của Vương Tử Văn Lần thứ hai cũng đẹp khởi chiếu trên kênh truyền hình Dragon TV , cô vào vai An An, một cô gái dũng cảm theo đuổi lý tưởng sống và giành lại hạnh phúc sau những thất bại trong hôn nhân . Sau đó, cô giành được giải thưởng Nữ diễn viên quyến rũ tuổi trẻ tại Quốc kịch thịnh điển .
Năm 2020, cô đóng vai chính trong bộ phim truyền hình Tam thể được chuyển thể từ tiểu thuyết cùng tên của nhà văn khoa học viễn tưởng Lưu Từ Hân, đóng vai Diệp Văn Khiết thời trẻ trong phim ; Ngày 27 tháng 8, bộ phim võ thuật lãng mạn Thái cổ thần vương do Vương Tử Văn đóng vai chính được phát sóng trên Youku . Cô đóng vai Mạc Khuynh Thành, một người tự tin, thông minh, nghịch ngợm và kiêu ngạo và mong muốn được sống tự do . Ngày 1 tháng 10, cô tham gia diễn xuất trong bộ phim điện ảnh hài kịch Tôi và quê hương tôi: Đường về nhà, đóng vai trợ lý Jessica ; Ngày 30 tháng 11, bộ phim y khoa đô thị Bác sĩ nhi khoa tài ba do Vương Tử Văn đóng vai chính được công chiếu, cô đóng vai Tiêu Giai Nhân một bác sĩ thực tập ,  đồng thời, bộ phim cũng được chọn vào danh sách phát sóng chào mừng kỷ niệm 70 năm Ngày thành lập nước Cộng hòa Nhân dân Trung Hoa do Cục Phát thanh, Điện ảnh và Truyền hình lựa chọn Cục Quản lý Nhà nước về Phát thanh, Điện ảnh và Truyền hình Trung Quốc cấp phép ; 25 tháng 12, phim điện ảnh  cổ trang giả tưởng Tình Nhã tập được phát hành, Vương Tử Văn đóng vai công chúa Trường Bình trong phim ；Cùng năm đó, cô cũng đóng vai chính phim điện ảnh Vỏ bọc ấm áp . Tháng 1 năm 2021, cô tham gia chương trình truyền hình xã hội dành cho phụ nữ trưởng thành về tình yêu ngọt ngào Bình tĩnh mà yêu của đài truyền hình vệ tinh Hồ Nam ; Ngày 22 tháng 3, Mango TV thực hiện chương trình đối thoại toàn nữ đầu tiên Nghe chị nói chính thức công bố khách mời đầu tiên, Vương Tử Văn tham gia ; Ngày 17 tháng 5, bộ phim truyền hình Tiểu thư ngọt ngào và tiên sinh lạnh lùng với sự tham gia của Kim Hạn được khởi quay, trong đó cô vào vai người phụ nữ mạnh mẽ chuẩn mực Mạnh Hảo Điềm, người vừa có sức mạnh vừa có sắc đẹp ; Ngày 28 tháng 12, chương trình thực tế Người yêu một nữa thân thuộc Vương Tử Văn tham gia với vai trò quan sát viên phát sóng .
27 tháng 8 năm 2022, tập thứ bảy của chương trình thực tế trải nghiệm đời sống tự nhiên Gia tộc mục dã do Đài truyền hình vệ tinh Hồ Nam sản xuất đã được phát sóng, Vương Tử Văn tham gia với tư cách là người trải nghiệm .
15 tháng 1 năm 2023, bộ phim truyền hình Tam Thể được chuyển thể từ tiểu thuyết cùng tên của nhà văn khoa học viễn tưởng Lưu Từ Hân được phát sóng. Trong phim, Vương Tử Văn đóng vai Diệp Văn Khiết thời trẻ   ; Tối 17 tháng 1, Liên hoan phim quốc tế Bình Dao lần thứ 6 đã công bố danh sách thắng giải, vinh danh Vương Tử Văn đoạt giải Nữ diễn viên chính xuất sắc nhất cho Vỏ bọc ấm áp ;; Ngày 7 tháng 2, chương trình tạp kỹ Người yêu một nữa thân thuộc mùa 2 cô tham gia được phát sóng; 8 tháng 5, bộ phim tình cảm đô thị Tiểu thư ngọt ngào và tiên sinh lạnh lùng đóng cùng Kim Hạn được phát sóng ; 14 tháng 10, cô đóng vai chính trong bộ phim truyền hình chữa lành cuộc sống ấm áp dành cho phụ nữ thành thị đương đại Trợ lý của tôi không đơn giản đã được phát sóng, trong đó cô đóng vai Khương Điềm, một nhà thiết kế bề ngoài lạnh lùng và nội tâm nóng bỏng ; 16 tháng 12,cô đã giành được giải thưởng Nữ diễn viên phim truyền hình của năm trong Sách trắng Tencent Entertainment năm 2023 . 
10 tháng 2 năm 2024, Vương Tử Văn giành được giải Nữ diễn viên có ảnh hưởng nhất của năm tại Lễ trao giải phim truyền hình Trung Quốc thường niên lần thứ hai của CMG  . 28 tháng 7, cô tham gia Liên hoan phim Thanh niên FIRST lần thứ 18. 

## Đời tư
Vương Tử Văn từng học tại Trường Trung học Dạy nghề Vu Tân Hoá (trường này sáp nhập với Trường Dạy nghề Du lịch Thành Đô vào năm 2003 và được nâng cấp thành Trường Cao đẳng nghề và kỹ thuật Thành Đô ) 
Ngày 13 tháng 3 năm 2021, Vương Tử Văn lần đầu tiên thừa nhận rằng cô đã có con trong chương trình Bình tĩnh mà yêu và đăng một bức ảnh của cô và con trai trong cùng một khung hình lên Weibo.
Ngày 11 tháng 4 cùng năm, sau khi tập cuối chương trình "Bình Tĩnh Mà Yêu" kết thúc, Vương Tử Văn ngay lập tức chia sẻ tấm hình chụp chung cùng khách mời Andrew Ngô Vĩnh Ân, chính thức xác nhận hẹn hò. Trước đây, cô có để tên tiếng Anh của mình là Olivia, tuy nhiên khi tham gia show, Ngô Vĩnh Ân gọi cô bằng một cái tên khác là Eva. Sau khi xác nhận hẹn hò, Vương Tử Văn đã đổi lại tên trên Weibo là Ava - tên ghép giữa Andrew (tên tiếng Anh của Ngô Vĩnh Ân) và Eva, chứng minh cho mối quan hệ giữa 2 người hoàn toàn nghiêm túc.

## Phim

### Phim truyền hình
| Năm  | Tên                                       | Tên gốc            | Vai                      | Bạn diễn                                                                               | Đạo diễn                                                    | Ghi chú                                                                                   |
| ---- | ----------------------------------------- | ------------------ | ------------------------ | -------------------------------------------------------------------------------------- | ----------------------------------------------------------- | ----------------------------------------------------------------------------------------- |
| 2006 | Cha tôi là ai                             | 谁是我爸爸         | Lâm Đoá Nhi              | Liêu Kinh Sinh, Hà Tình                                                                | Vương Chí Cường                                             |                                                                                           |
| 2006 | Thu lạnh                                  | 寒秋               | Thu Hồng                 | Triệu Nghị, Vương Khải                                                                 | Mã Lỗ Kiếm                                                  |                                                                                           |
| 2007 | Bụi Trần                                  | 人间浮尘           | Kính Nhược               | Nhiếp Viễn, Tằng Lê                                                                    | Mao Tiểu Duệ                                                |                                                                                           |
| 2007 | Dạ lang vương                             | 夜郎王             | Thanh Tỏa                | La Hải Quỳnh, Lý Giải                                                                  | Phan Minh Quang                                             |                                                                                           |
| 2009 | Cố lên! hoàng tử Tennis                   | 加油！网球王子     | Lâm Anh                  | Lý Dịch Phong                                                                          | Chu Dực                                                     | Hoàng tử Tennis 2                                                                         |
| 2009 | Tân thoả nguyện                           | 再过把瘾           | Khách mời                | Tần Hải Lộ                                                                             | Diệp Kinh                                                   | Làm lại từ bộ phim Thoả Nguyện 1994, dựa theo tiểu thuyết của nhà văn nổi tiếng Vương Sóc |
| 2010 | Sương mù dày đặc                          | 迷雾重重           | Mai Mẫn                  | Vương Học Binh, Vương Lực Khả, Hồ Khả                                                  | Lý Huệ Dân                                                  |                                                                                           |
| 2010 | Hằng Nga                                  | 嫦娥               | Thỏ ngọc (Bạch Ngọc)     | Minh Đạo, Vương Thiên Hữu, Diêu Địch                                                   | Lương Khải trình                                            |                                                                                           |
| 2010 | Sinh tử kiều                              | 生死桥             | Đan Đan                  | Giã Nãi Lượng, Quan Hiểu Đồng                                                          | Điền Thấm Hâm                                               | Dựa theo tiểu thuyết Sinh Tử Kiều của Lý Bích Hoa                                         |
| 2011 | Nhà vuông N lần                           | 家，N次方          | Tề Tề                    | Tống Đan Đan, Chu Vũ Thần, Cao Lộ, Hạ Cương, Bạch Bách Hà, Nhậm Trọng, Triệu Bảo Cương | Vương Nghênh                                                |                                                                                           |
| 2011 | Nam nhân bang                             | 男人帮             | Tiêu Tiêu                | Tôn Hồng Lôi, Huỳnh Lỗi, Uông Tuấn, Vương Lạc Đan                                      | Triệu Bảo Cương, Vương Lôi                                  |                                                                                           |
| 2012 | Thích thanh hải nương                     | 刺青海娘           | Duẫn Như Yên             | Tưởng Mộng Tiệp, Hoàng Minh                                                            | Lương Hân Toàn                                              |                                                                                           |
| 2013 | Đối thủ tình trường                       | 棋逢对手           | Hạ Đóa Đóa               | Hoàng Hiên, Hoàng Giác, Đặng Tụy Văn                                                   | Lưu Tâm Cương                                               |                                                                                           |
| 2014 | Bác sĩ thanh niên                         | 青年医生           | Lữ Vi                    | Đỗ Thuần, Vương Dương                                                                  | Triệu Bảo Cương, Vương Nghênh                               | Khách mời                                                                                 |
| 2016 | Hoan Lạc Tụng                             | 欢乐颂             | Khúc Tiểu Tiêu           | Vương Khải, Lưu Đào, Tưởng Hân, Dương Tử, Kiều Hân, Tổ Phong                           | Khổng Sanh, Giản Xuyên Hòa                                  | Dựa theo tác phẩm văn học cùng tên của A Nại                                              |
| 2016 | Song thích                                | 双刺               | Ngô Bội Hân              | Tổ Phong                                                                               | Mưu Hiểu Kiệt                                               |                                                                                           |
| 2016 | Nếu ốc sên có tình yêu                    | 如果蜗牛有爱情     | Hứa Hủ                   | Vương Khải, Từ Duyệt, Vu Hằng                                                          | Trương Khai Trụ                                             | Dựa theo tác phẩm văn học cùng tên của Đinh Mặc                                           |
| 2017 | Cùng nhau trưởng thành                    | 一起长大           | Mạnh Tiểu Hạ             | Thiệu Bình , Dương Lặc, Lý Lập Quần                                                    | Thiệu Bình                                                  |                                                                                           |
| 2017 | Hoan Lạc Tụng 2                           | 欢乐颂2            | Khúc Tiểu Tiêu           | Vương Khải ,Lưu Đào, Tưởng Hân, Dương Tử, Kiều Hân, Tổ Phong                           | Khổng Sanh, Trương Khai Trụ                                 |                                                                                           |
| 2017 | Vì sao đông ấm, vì sao hạ mát             | 何所冬暖，何所夏凉 | Giản An Kiệt             | Giả Nãi Lượng, Trần Hiểu Đông                                                          | Chiêm Thành Lâm                                             | Dựa theo tiểu thuyết cùng tên của Cố Tây Tước                                             |
| 2018 | Con đường thành sao                       | 逆袭之星途璀璨     | Vương Tử Văn             |                                                                                        | Dương Lỗi                                                   | Khách mời                                                                                 |
| 2019 | Cục quản lý động vật                      | 动物管理局         | Ngô Ái Ái                | Trần Hách                                                                              | Kim Triết Dũng, Lý Nhã Thảo                                 |                                                                                           |
| 2019 | Lần thứ hai cũng đẹp                      | 第二次也很美       | An An                    | Trương Lỗ Nhất, Vu Tiểu Vỹ, Vu Minh Gia                                                | Trần Minh Chương                                            |                                                                                           |
| 2020 | Thái cổ thần vương                        | 太古神王           | Mạc Khuynh Thành         | Thịnh Nhất Luân                                                                        | Hồ Trữ Tỉ, Trần Vĩ Tường, Mã Túc Thành (Đạo diễn hành động) | Chuyển thể từ truyện cùng tên của Tịnh Vô Ngân                                            |
| 2020 | Bác sĩ nhi khoa tài ba                    | 了不起的儿科医生   | Tiêu Giai Nhân           | Trần Hiểu                                                                              | Dương Lỗi                                                   |                                                                                           |
| 2021 | Thanh xuân vô quý                         | 青春无季           | Ninh Mông                | Lâm Thân, Hề Vọng                                                                      | Khám Vệ Bình, Lâm Hồng Quang                                | Quay năm 2014                                                                             |
| 2023 | Tam thể                                   | 三体               | Diệp Văn Khiết (lúc trẻ) | Trương Lỗ Nhất, Vu Hòa Vỹ, Trần Cẩn                                                    | Dương Lỗi                                                   |                                                                                           |
| 2023 | Cuộc đời đầu tiên                         | 今生也是第一次     | Lộ Viễn Phương           | Đường Nghệ Hân, Hồ Hạnh Nhi                                                            | Dịch Quân                                                   |                                                                                           |
| 2023 | Tiểu thư ngọt ngào và tiên sinh lạnh lùng | 甜小姐与冷先生     | Mạnh Hảo Điềm            | Kim Hạn                                                                                | Trương Phong                                                |                                                                                           |
| 2023 | Trợ lý 60 tuổi của tôi                    | 我的助理六十岁     | Khương Điềm              | Đặng Tiệp                                                                              | Đinh Bồi                                                    | Tên khác: Trợ lý của tôi không đơn giản                                                   |
|      | Tạm biệt, Las Vegas                       | 别了，拉斯维加斯   | Phong Nhi                | Ngô Kỳ Long, Vương Cơ                                                                  | Dương Á Châu                                                |                                                                                           |
|      | Cô gái ve sầu                             | 蝉女               |                          | Lưu Vũ Ninh                                                                            | Dương Lỗi                                                   |                                                                                           |
|      | Có áng mây tựa như em                     | 有朵云像你         | Tiêu Phàm                | Khuất Sở Tiêu                                                                          | Diêu Đình Đình                                              | Chuyển thể từ tiểu thuyết Em sẽ đến cùng cơn mưa                                          |
|      | Trong tầm mắt                             | 目之所及           |                          | La Tấn, Dư Nam                                                                         | Mao Côn Vũ                                                  | [ 82 ]                                                                                    |

### Phim điện ảnh
| Năm  | Tên                               | Tên gốc          | Vai                        | Bạn diễn                                        | Đạo diễn              | Ghi chú            |
| ---- | --------------------------------- | ---------------- | -------------------------- | ----------------------------------------------- | --------------------- | ------------------ |
| 2006 | Cuộc sống hậu hiện tại của dì tôi | 姨妈的后现代生活 | Phi Phi                    | Tư Cầm Cao Oa, Triệu Vy                         | Hứa An Hoa            |                    |
| 2008 | Giá trang                         | 嫁妆             | Ngân Sa                    | Đường Yên                                       | Hạo Nhiên             | [ 83 ]             |
| 2009 | Tùy triều lai khách               | 隋朝来客         | Diêu Doanh Doanh           | Lý Úc, Đặng Gia Giai                            | Trang Vũ Tân          |                    |
| 2010 | Không người lái                   | 无人驾驶         | Nhà Văn mạng               | Lưu Diệp, Cao Viên Viên, Lý Tiểu Nhiễm          | Trương Dương          | Khách mời          |
| 2010 | Đường Sơn đại địa chấn            | 唐山大地震       | Tiểu Hà                    | Từ Phàm, Trương Tịnh Sơ, Lý Thần                | Phùng Tiểu Cương      | Diễn xuất đặc biệt |
| 2011 | Cool Young                        | 正·青春          | Tư Á                       | Triệu Ngạn Quốc                                 | Triệu Yến Quốc Chương |                    |
| 2011 | Cách mạng Tân Hợi                 | 辛亥革命         | Đường Mạn Nhu              | Triệu Văn Tuyên, Tôn Thuần, Thành Long          | Thành Long, Trương Lê |                    |
| 2011 | Nhật Ký khám phá của Lý Hiến Kế   | 李献计历险记     | Vương Thiến                | Phòng Tổ Danh, Khương Vũ, Diêu Lỗ               | Lý Dương              |                    |
| 2012 | Đại ma thuật sư                   | 大魔术师         | Lý Kiều                    | Lương Triều Vỹ, Lưu Thanh Vân, Phương Trung Tín | Nhĩ Đông Thăng        |                    |
| 2012 | Nạn đói 1942                      | 一九四二         | Tinh Tinh                  | Trương Quốc Lập, Từ Phàm, Trần Đạo Minh         | Phùng Tiểu Cương      | Diễn xuất đặc biệt |
| 2013 | Thần tình yêu                     | 爱神来了         | Tô Tểu Bối                 | Chung Hán Lương, Trương Lệ                      | Hoa Minh              |                    |
| 2016 | Truy hung giả dã                  | 追凶者也         | Dương Thục Hoa (Khách mời) | Lưu Diệp, Trương Dịch, Đoạn Bác Văn             | Tào Bảo Bình          |                    |
| 2019 | Tiến hoàng thành                  | 进皇城           | Phương Xuân Vinh           | Dư Thiếu Quần, Phùng Viễn Chính, Mã Y Lợi       | Hồ Mai                |                    |
| 2020 | Âm Dương Sư: Tình Nhã tập         | 晴雅集           | Công chúa Trường Bình      | Đặng Luân, Uông Đạc, Xuân Hạ                    | Quách Kính Minh       |                    |
| 2023 | Vỏ bọc ấm áp                      | 温柔壳           | Giáo Hiểu                  | Doãn Phưởng                                     | Vương Mộc             |                    |
|      | Tha sát                           | 她杀             | Phí Minh Châu              | Hoàng Hiên, Tân Chỉ Lôi                         | Tào Bảo Bình          |                    |

### Phim ngắn
| Năm  | Tên                 | Vai          | Ghi chú                                  |
| ---- | ------------------- | ------------ | ---------------------------------------- |
| 2006 | Kỷ niệm vắng mặt    | Tiểu Thuần   |                                          |
| 2012 | Đằng sau sự đói kém | Vương Tử Văn | Phim tuyên truyền cho Nạn đói 1942       |
| 2016 | Thời gian Tru Tiên  | Tiêu Tiêu    | với Nhậm Hiền Tề, Quảng bá game Tru Tiên |

## Show
| Năm  | Đài            | Tên                                               | Ngày                                            | Ghi chú                                                                                                 |
| ---- | -------------- | ------------------------------------------------- | ----------------------------------------------- | --- |
| 2005 | CCTV-2         | Lucky 52 幸运52                                   |                                                 | [ 86 ]                                                                                                  |
| 2008 | Hồ Nam TV      | Ngày ngày tiến lên                                | 4 tháng 8 năm 2008                              | Quách Đông Lâm mở lớp học ngôn ngữ                                                                      |
| 2008 | Hồ Nam TV      | Ngày ngày tiến lên                                | 5 tháng 8 năm 2008                              | PK (1) với nghệ sĩ lồng tiếng hàng đầu Trung Quốc                                                       |
| 2008 | Hồ Nam TV      | Ngày ngày tiến lên                                | 6 tháng 8 năm 2008                              | Quách Đông Lâm, Hà Cảnh lớp học vui nhộn, Bạch Tĩnh, Du Hạo Minh học sinh "Thần kinh học"               |
| 2008 | Hồ Nam TV      | Ngày ngày tiến lên                                | 3 tháng 10 năm 2008                             | Phong tục dân tộc Trung Quốc và Hàn Quốc                                                                |
| 2008 | Hồ Nam TV      | Ngày ngày tiến lên                                | 10 tháng 10 năm 2008                            | Nhóm nhạc thần tượng Châu Á "Chí Thượng Lệ Hợp"                                                         |
| 2011 | BTV-1          | BigStar 最佳现场                                  | 2 tháng 6 năm 2011                              | Quảng bá phim truyền hình Nhà vuông N lần                                                               |
| 2016 | Chiết Giang TV | Running Brothers                                  | 1 tháng 7 năm 2016                              | Trận chiến của các chiến binh                                                                           |
| 2016 | BTV-1          | Khóa giới ca vương                                | 28 tháng 5 năm 2016                             | Trình bày ca khúc "Đời như đóa hoa mùa Hạ"                                                              |
| 2016 | BTV-1          | Khóa giới ca vương                                | 23 tháng 7 năm 2016                             | "Đời như đóa hoa mùa Hạ", "Buồn"                                                                        |
| 2016 | Mango TV       | See you on Monday 周一见                          | 26 tháng 7 năm 2016                             | Khúc yêu tinh đến rồi!                                                                                  |
| 2016 | Hồ Nam TV      | Happy Camp                                        | 30 tháng 7 năm 2016                             | Trình bày ca khúc: Biểu Bạch                                                                            |
| 2016 | BTV-1          | Khóa giới ca vương                                | 30 tháng 7 năm 2016                             | Trình bày ca khúc: Chợt tỉnh cơn mộng + Ít ra còn có Người                                              |
| 2016 | BTV-1          | Khóa giới ca vương                                | 6 tháng 8 năm 2016                              | Vào Bán Kết                                                                                             |
| 2016 | BTV-1          | Khóa giới ca vương                                | 13 tháng 8 năm 2016                             | Vòng Bán Kết Trình bày ca khúc：Thời gian Tru Tiên                                                      |
| 2016 | BTV-1          | Khóa giới ca vương                                | 20 tháng 8 năm 2016                             | Chung kết - Top Trình bày ca khúc: Những đóa hoa ấy (ca sĩ hỗ trợ: Phác Thụ)                            |
| 2016 | Hồ Nam TV      | Ngày ngày tiến lên                                | 2 tháng 9 năm 2016                              | Quảng bá phim Truy hung giả dã Trình bày ca khúc: Những đóa hoa ấy                                      |
| 2017 | CCTV           | Đêm hội mùa Xuân CCTV                             | 27 tháng 1 năm 2017                             | Trình bày ca khúc Trung Quốc năm tháng tươi đẹp cùng với Lưu Đào, Tưởng Hân, Dương Tử, Kiều Hân, TFBOYS |
| 2018 | Hồ Nam TV      | Quán trọ thân thương mùa 2                        | 29 tháng 12 năm 2018                            | |
| 2019 | Tencent        | Bạn trai của con gái 女儿们的男朋友               | 19 tháng 3 năm 2019                             | MC |
| 2019 | Tencent        | Bạn trai của con gái 女儿们的男朋友               | 26 tháng 3 năm 2019                             | MC |
| 2019 | Tencent        | Bạn trai của con gái 女儿们的男朋友               | 2 tháng 4 năm 2019                              | MC |
| 2019 | Tencent        | Bạn trai của con gái 女儿们的男朋友               | 9 tháng 4 năm 2019                              | MC |
| 2019 | Tencent        | Bạn trai của con gái 女儿们的男朋友               | 16 tháng 4 năm 2019                             | MC |
| 2019 | Tencent        | Bạn trai của con gái 女儿们的男朋友               | 23 tháng 4 năm 2019                             | MC |
| 2019 | NetEase        | 谈心社                                            | 5 tháng 9 năm 2019                              | Khách mời                                                                                               |
| 2019 | Hồ Nam TV      | Happy Camp                                        | 8 tháng 6 năm 2019                              | Tuyên truyền Cục quản lý động vật                                                                       |
| 2020 | Hồ Nam TV      | Happy Camp                                        | 14 tháng 3 nằm 2020                             | Tình yêu thực tập sinh                                                                                  |
| 2020 | Hồ Nam TV      | Ca ca tràn đầy nguyên khí                         | 4 tháng 9 năm 2020                              | Thành viên nhóm ẩn nấp                                                                                  |
| 2020 | Hồ Nam TV      | Ca ca tràn đầy nguyên khí                         | 11 tháng 9 năm 2020                             | Thành viên nhóm ẩn nấp                                                                                  |
| 2020 | Hồ Nam TV      | Happy Camp                                        | 12 tháng 12 năm 2020                            | Tuyên truyền Tình nhã tập                                                                               |
| 2021 | Mango TV       | Bình tĩnh mà yêu 怦然再心动                       | 23 tháng 1 năm 2021 - 10 tháng 4 năm 2021       | Khách mời                                                                                               |
| 2021 | Mango TV       | Nghe chị nói 听姐说                               | 28 tháng 3 năm 2021                             | Khách mời                                                                                               |
| 2021 | Mango TV       | Vương bài đấu vương bài mùa 6 王牌对王牌第六季    | 2 tháng 4 năm 2021                              | Khách mời                                                                                               |
| 2021 | Mango TV       | Người yêu một nữa thân thuộc 半熟恋人             | 28 tháng 12 năm 2021 - Ngày 23 tháng 2 năm 2022 | Quan sát viên                                                                                           |
| 2022 | Hồ Nam TV      | Gia tộc mục dã 牧野家族                           | 27 tháng 8 năm 2022                             | Khách mời                                                                                               |
| 2023 | Mango TV       | Người yêu một nữa thân thuộc mùa 2 半熟恋人第二季 | 7 tháng 2 năm 2023                              | Quan sát viên                                                                                           |
| 2023 | NetEase        | 谈心社                                            | 5 tháng 6 năm 2023                              | Khách mời                                                                                               |
| 2024 |                | Nice to meet you mùa 3 很高兴认识你第三季         | 9 tháng 5 năm 2024                              | Khách mời                                                                                               |

## Âm nhạc

### Nhạc phim
| Năm  | Tên bài hát                | Phim                          | Thể loại                  | Ghi chú                                         |
| ---- | -------------------------- | ----------------------------- | ------------------------- | ----------------------------------------------- |
| 2016 | Luôn có hạnh phúc đợi bạn  | Hoan Lạc Tụng                 | Nhạc nền / Nhạc cuối phim | Cùng với Lưu Đào, Tưởng Hân, Dương Tử, Kiều Hân |
| 2016 | Em Muốn Anh                | Hoan Lạc Tụng                 | Sáp khúc                  |                                                 |
| 2016 | Thời Gian Tru Tiên         | Micro-film Thời Gian Tru Tiên | Nhạc nền                  | Với Nhậm Hiền Tề                                |
| 2016 | Điểm cuối của hạnh phúc    | Nếu ốc sên có tình yêu        | Sáp khúc                  |                                                 |
| 2017 | Chúng ta                   | Hoan Lạc Tụng 2               | Nhạc nền                  | Cùng với Lưu Đào, Tưởng Hân, Dương Tử, Kiều Hân |
| 2017 | Em dễ thương, Anh đẹp trai | Hoan Lạc Tụng 2               | Sáp khúc                  |                                                 |

### Ca khúc khác
| Năm  | Tên Ca Khúc                                   | Biểu diễn ở                                      | Ghi chú                              |
| ---- | --------------------------------------------- | ------------------------------------------------ | ------------------------------------ |
| 2016 | Đời như đóa hoa mùa Hạ Phác Thụ               | Khóa giới ca vương, Tập 8                        | Vòng 2                               |
| 2016 | Buồn Bài Gốc: Vương Phi                       | Khóa giới ca vương, Tập 9                        | Vòng 2                               |
| 2016 | Chợt tỉnh cơn mộng Bài Gốc: Trần Thục Hoa     | Khóa giới ca vương, Tập 10                       | Vòng 2                               |
| 2016 | Thời gian Tru Tiên Nhậm Hiền Tề, Vương Tử Văn | Khóa giới ca vương, Tập 12 (Bán Kết)             |                                      |
| 2016 | Những đóa hoa ấy Bài Gốc: Phạm Vỹ Kỳ          | Khóa giới ca vương, Tập 13 (Chung Kết)           | Khách Mời: Phác Thụ                  |
| 2017 | Trung Quốc năm tháng tươi đẹp                 | Đêm hội mùa Xuân CCTV 2017                       |                                      |
| 2017 | Luôn có hạnh phúc đợi bạn                     | Liên hoan phim truyền hình Trung Quốc chất lượng | Cùng với Lưu Đào, Dương Tử, Kiều Hân |

## Giải thưởng và đề cử
| Năm  | Giải thưởng                                                    | Hạng mục                                                   | Phim                                       | Kết quả   | Ghi chú       |
| ---- | -------------------------------------------------------------- | ---------------------------------------------------------- | ------------------------------------------ | --------- | ------------- |
| 2010 | Liên hoan phim truyền hình mùa Đông Sohu                       | Nữ diễn viên mới xuất sắc nhất                             | Sinh tử kiều                               | Đề cử     | [ 88 ]        |
| 2010 | BQ                                                             | Nữ diễn viên mới xuất sắc nhất trong phong cách thời trang |                                            | Đoạt giải | [ 89 ]        |
| 2010 | BQ                                                             | Nữ diễn viên được khán giả yêu thích                       |                                            | Đề cử     | [ 90 ]        |
| 2011 | Phim truyền hình Sohu                                          | Nữ diễn viên phụ xuất sắc nhất                             | Nhà vuông N lần                            | Đề cử     | [ 91 ]        |
| 2011 | Quốc kịch thịnh điển                                           | Nữ diễn viên mới xuất sắc nhất                             | Nhà vuông N lần                            | Đề cử     | [ 26 ]        |
| 2011 | Liên hoan phim truyền hình mùa Hè Sohu                         | Nữ diễn viên hấp dẫn nhất                                  | Nhà vuông N lần                            | Đề cử     | [ 92 ]        |
| 2011 | Đêm thời trang MSN                                             | Nghệ sĩ tiềm năng nhất                                     |                                            | Đoạt giải | [ 93 ]        |
| 2012 | BQ                                                             | Nữ diễn viên được khán giả yêu thích                       |                                            | Đề cử     | [ 94 ]        |
| 2012 | Hoa Đỉnh - Danh sách Ngôi sao châu Á                           | Ngôi sao có hình tượng xuất sắc nhất                       |                                            | 68        | [ 4 ]         |
| 2013 | BQ                                                             | Nữ diễn viên được khán giả yêu thích                       |                                            | Đề cử     | [ 95 ]        |
| 2016 | Giải Hoa Đỉnh lần thứ 19                                       | Ngôi sao Truyền hình được khán giả toàn quốc yêu thích     | Hoan Lạc Tụng                              | Đoạt giải | [ 37 ]        |
| 2016 | Lễ hội thời trang COSMO                                        | Thần tượng có nhân khí nhất                                |                                            | Đoạt giải | [ 45 ]        |
| 2016 | Đêm Weibo 2016                                                 | Diễn viên đột phá                                          |                                            | Đoạt giải | [ 96 ] [ 97 ] |
| 2016 | QQ Star Awards                                                 | Nữ diễn viên truyền hình có sức ảnh hưởng nhất             | Nếu ốc sên có tình yêu                     | Đoạt giải | [ 42 ]        |
| 2016 | QQ Star Awards                                                 | Nữ diễn viên truyền hình quyền lực nhất                    |                                            | Đề cử     | [ 42 ]        |
| 2016 | Diễn viên xuất sắc truyền hình Trung Quốc                      | Nữ diễn viên xuất sắc nhất: Bảng xanh lá cây               |                                            | Đề cử     |               |
| 2017 | Giải Hoa Đỉnh lần thứ 22                                       | Nữ diễn viên phụ xuất sắc nhất                             | Hoan Lạc Tụng                              | Đề cử     |               |
| 2017 | Giải Bạch Ngọc Lan                                             | Nữ diễn viên phụ xuất sắc nhất                             | Hoan Lạc Tụng                              | Đề cử     | [ 98 ]        |
| 2017 | Liên hoan phim truyền hình quốc tế Macao                       | Nữ diễn viên phụ xuất sắc nhất                             | Hoan Lạc Tụng 2                            | Đề cử     |               |
| 2017 | Đêm Hội Iqiyi 2017                                             | Diễn viên đột phá                                          |                                            | Đoạt giải | [ 99 ]        |
| 2017 | Phim truyền hình Trung Quốc chất lượng                         | Tổ hợp phim truyền hình xuất sắc nhất                      | Hoan Lạc Tụng                              | Đoạt giải |               |
| 2017 | Phim truyền hình Trung Quốc chất lượng                         | Ngôi sao thăng tiến hàng năm                               | Hoan Lạc Tụng                              | Đoạt giải |               |
| 2017 | Diễn viên xuất sắc truyền hình Trung Quốc                      | Nữ diễn viên xuất sắc nhất: Bảng xanh lá cây               |                                            | Đề cử     |               |
| 2018 | Liên hoan phim quốc tế Macao                                   | Nữ diễn viên phụ xuất sắc nhất                             | Tiến hoàng thành                           | Đoạt giải | [ 100 ]       |
| 2018 | Diễn viên xuất sắc truyền hình Trung Quốc                      | Nữ diễn viên xuất sắc nhất: Bảng xanh lá cây               |                                            | Đề cử     |               |
| 2018 | BAZAAR Jewelry                                                 | Nghệ sĩ nổi tiếng nhất                                     |                                            | Đoạt giải |               |
| 2019 | Kim Cốt Đóa                                                    | Nữ diễn viên xuất sắc nhất                                 | Cục quản lý động vật, Lần thứ hai cũng đẹp | Đề cử     | [ 101 ]       |
| 2019 | Kim Cốt Đóa                                                    | Nữ diễn viên của năm                                       | Cục quản lý động vật, Lần thứ hai cũng đẹp | Đoạt giải | [ 102 ]       |
| 2019 | Rayli Beauty Awards 2019                                       | Nữ diễn viên thực lực của năm                              |                                            | Đoạt giải |               |
| 2019 | Đêm Iqiyi 2020                                                 | Cặp đôi màn ảnh của năm                                    | Cục quản lý động vật                       | Đoạt giải | Với Trần Hách |
| 2019 | InStyle Women of Style                                         | Phụ nữ của năm                                             |                                            | Đoạt giải |               |
| 2020 | Quốc kịch thịnh điển                                           | Nữ diễn viên quyến rũ tuổi trẻ                             | Lần thứ hai cũng đẹp                       | Đoạt giải |               |
| 2020 | Lifestyle thịnh điển 2019                                      | Nữ diễn viên diễn xuất của năm                             |                                            | Đoạt giải |               |
| 2020 | Diễn viên xuất sắc truyền hình Trung Quốc                      | Nữ diễn viên xuất sắc nhất: Bảng xanh lá cây               | Bác sĩ nhi khoa tài ba                     | Đề cử     |               |
| 2023 | Liên hoan phim Bình Dao                                        | Danh dự Phí Mục: Nữ diễn viên xuất sắc nhất                | Vỏ bọc ấm áp                               | Đoạt giải | [ 75 ]        |
| 2023 | Sách trắng Tencent Entertainment 2023                          | Nữ diễn viên phim truyền hình của năm                      | Tam Thể                                    | Đoạt giải | [ 78 ]        |
| 2024 | Lễ trao giải phim truyền hình Trung Quốc thường niên lần thứ 2 | Nữ diễn viên có ảnh hưởng của năm                          | Tam Thể                                    | Đoạt giải | [ 80 ]        |
| 2024 | Liên hoan truyền hình quốc tế thời đại mới                     | Nữ diễn viên quyền lực nhất trong Kỷ nguyên mới            | Tam Thể                                    | Đề cử     | [ 104 ]       |